# تپه منجیق لیغ
تپه منجیق لیغ مربوط به دوره سلجوقیان است و در شهرستان خدابنده، روستای چنگوری واقع شده و این اثر در تاریخ ۱۹ اردیبهشت ۱۳۵۶ با شمارهٔ ثبت ۱۳۸۳ به‌عنوان یکی از آثار ملی ایران به ثبت رسیده است.